# جاكي كاي
جاكي كاي (بالإنجليزية: Jackie Kay)‏‏ (9 نوفمبر 1961 في إدنبرة - ) كاتِبة، وروائية، وشاعرة من المملكة المتحدة.

## الجوائز
- عضو رتبة الإمبراطورية البريطانية
- جائزة تشلمندلي [الإنجليزية]‏
- جائزة لامدا الأدبية
- جائزة أريك غريغوري [الإنجليزية]‏
- زمالة الجمعية الملكية لإدنبرة[8]
- زميل في الجمعية الملكية للأدب